# Thung lũng Kaghan
Thung lũng Kaghan (tiếng Urdu: وادی کاغان) là một thung lũng có khí hậu núi cao ở huyện Mansehra của tỉnh Khyber Pakhtunkhwa của Pakistan. Nhiều du khách ở bên kia đất nước thường ghé thăm nơi này. Thung lũng này rộng 155 km (96 dặm) và từ độ cao 650 mét (2,134 feet) đến điểm cao nhất là 4,170 mét (13,690 feet; tại đó là đèo Babusar). Năm 2006, một trận động đất xảy ra làm thung lũng này bị cô lập với bên ngoài.

## Đường đi
Năm 1947, khu vực phía bắc có thể đến bằng 2 tuyến đường tên là Sirinagar Astore-Gilgit và Kaghan Valley băng qua đèo Babusar và thị trấn Chilas. Sau năm 1948, tức là trong cuộc chiến tranh Kashmir, tuyến đường Sirinagar bị đóng cửa nên tất cả các lộ trình đến khu vực phía bắc thung lũng đều phụ thuộc vào tuyến đường còn lại.
Thời gian tốt nhất để đến thung lũng Kaghan là suốt khoảng thời gian mùa hè (từ tháng 5 đến tháng 9). Bới vì vào mùa đông, tuyết rơi làm chắn đường đi đến đây từ tháng 2 đến tháng 4. Bên cạnh đó vào tháng 5, nhiệt độ tối đa của thung lũng này là 11 °C (52 °F) và nhỏ nhất là 3 °C (37 °F).

## Hệ động thực vật
Câu cá là hoạt động phổ biến và được nhiều người thực hiện khi đến nơi này. Thung lũng này có một con sông tên là Kunhar, các loài cá ở conso6ng này chủ yếu là cá hồi nâu và cá Mahseer. Khi câu cá tại đây thì cần phải có giấy phép được cấp bởi sở Ngư nghiệp tại Naran (tiếng Anh: Fisheries Department at Naran) hoặc là tổ chức về cá hồi có tên tiếng Anh là Trout Hatchery tại Shinu. Rừng của thung lũng này thì có nhiều cây thông.